# Quais du Surrey
Les quais du Surrey (en anglais : Surrey Quays) sont des anciens quais de Londres devenus un quartier en grande partie résidentiel de Rotherhithe. 
Ils ont été occupés jusqu'en 1970 par les quais commerciaux de Surrey. La zone est desservie par la gare de Surrey Quays sur la ligne London Overground.

## Histoire
Après la fermeture des quais, la zone est restée abandonnée pendant plus d'une décennie ; une grande partie de l'entreposage a été démolie et plus de 90 % des quais ont été comblés. Les seules zones d'eau libre restantes sont le Greenland Dock (en), le South Dock, une partie du Canada Dock (rebaptisée Canada Water (en)), les vestiges du Norway Dock et un bassin renommé Surrey Water.
En 1981, le gouvernement de Margaret Thatcher crée la London Docklands Development Corporation pour réaménager les anciens chantiers navals de l'est de Londres, y compris les Surrey Docks.
Le centre commercial Surrey Quays est construit en 1988 et la station de métro Surrey Docks est renommée Surrey Quays. Un programme de construction massif a lieu dans la région à la fin des années 1980 et au début des années 1990, avec la construction de 5 500 nouvelles maisons. South Dock est converti en port de plaisance - désormais le plus grand de Londres - et une installation de navigation (nommée Surrey Docks Watersports Centre) est construite sur le Greenland Dock. La partie nord de Canada Water et l'ancien Russia Dock (en) deviennent des réserves de conservation de la faune. Des installations de loisirs et un certain nombre d'usines industrielles sont également construites, notamment une nouvelle imprimerie pour Associated Newspapers, l'éditeur du London Evening Standard et du Daily Mail. 
Le site a été le siège social de Metro depuis son lancement en 1999 jusqu'en 2006, date à laquelle la production du journal est transférée à Kensington dans l'ouest de Londres. 